# Helianthostylis steyermarkii
Helianthostylis steyermarkii är en mullbärsväxtart som beskrevs av C. C. Berg. Helianthostylis steyermarkii ingår i släktet Helianthostylis och familjen mullbärsväxter. Inga underarter finns listade i Catalogue of Life.